# Jedeme jedeme
Jedeme jedeme je třetí řadové album skupiny Olympic z roku 1971. Textaře a baskytaristu Pavla Chrastinu vystřídal ve většině textů Zdeněk Rytíř a na baskytaru Jan Hauser. Na desce najdeme i slavný hit „Bon soir mademoiselle Paris“, který místo obvyklého Petra Jandy nazpíval bubeník Jeňýk Pacák.
Album vyšlo na LP ve stereo verzi. LP v mono verze bylo vydáno Gramofonovým klubem. Jedná se o poslední album skupiny, které bylo vydáno současně ve stereo i mono verzi.
Reedice alba byly vydány v roce 1992 (CD / Supraphon), v roce 2005 (remasterované CD / Supraphon) v rámci Zlaté edice Supraphonu spolu s deseti bonusy a v roce 2010 (CD / Supraphon) v rámci edice "Olympic Komplet".

## Seznam skladeb

### Strana A
1. Pět cestujících (Petr Janda/Zdeněk Rytíř) - 5:24
2. Když jsem bejval tramp (Petr Janda/Eduard Krečmar) - 2:03
3. Mr. Den a lady Noc (Petr Janda/Zdeněk Rytíř) - 3:21
4. Brouk (Petr Janda/Eduard Krečmar) - 4:07
5. Danny (Petr Janda/Zdeněk Rytíř) - 5:59

### Strana B
1. Elixír (Petr Janda/Zdeněk Rytíř) - 3:12
2. Bláznivej Kiki (Petr Janda/Zdeněk Rytíř) - 3:31
3. Bon soir mademoiselle Paris (Petr Janda/Zdeněk Rytíř) - 3:45
4. Strážce majáku (Petr Janda/Zdeněk Rytíř) - 3:19
5. Tobogán (Petr Janda/Zdeněk Rytíř) - 5:34

### Bonusy
Remasterovaná verze (CD / Supraphon 2005)
Jako bonusy byly použity nahrávky ze singlů a dosud nevydané rarity:
1. Kufr (Petr Janda/Zdeněk Rytíř) - 2:24
2. Anděl (Petr Janda/Zdeněk Rytíř) - 3:45
3. Otázky (Petr Janda/Zdeněk Rytíř) - 4:10
4. Strejček Jonatán (Václav Zahradník/Zdeněk Rytíř) - 3:19
5. Sluneční píseň (Petr Janda/Zdeněk Rytíř) - 3:34
6. Čarodějka (Jan Hauser/Eduard Krečmar) - 2:55
7. Aeroplán (Petr Janda/Michael Prostějovský) - 2:53
8. Inzerát (Petr Janda/Zdeněk Rytíř) - 5:02
9. Vánoce (Petr Janda/Michael Prostějovský) - 3:07
10. Dynamit (Petr Janda/Zdeněk Rytíř) - 3:08

## Album bylo nahráno ve složení
- Petr Janda - sólová kytara, zpěv
- Miroslav Berka - piáno, varhany
- Ladislav Klein - doprovodná kytara, zpěv
- Jan Antonín Pacák - bicí, zpěv (8)
- Jan Hauser - baskytara, zpěv

hosté:
- Jiří Stivín - saxofon, flétna
- Orchestr Vladimíra Popelky (1, 3, 4, 6, 8)